# 陳虎門
陳虎門（1943年6月8日—），中華民國陸軍少將，曾參與光武部隊，江南案關鍵人物及前受刑人，目前為現任天廚國際投資顧問公司負責人、中華民國忠義同志會理事長與政治人物，曾參選不分區立委落選，目前也在台北市南京西路親自經營中式餐廳「天廚菜館」。1984年擔任國防部情報局第三處上校副處長，因主簽派遣黑道殺手暗殺美籍作家劉宜良的江南案，而於1985年1月與情報局長汪希苓中將、副局長胡儀敏少將同時被捕，經國防部軍事法庭判決有期徒刑2年6個月，當時竹聯幫幫主陳啟禮、帥嶽峰即由其負責於菁山營區受訓。1987年5月28日出獄，恢復軍職後接任國防部軍事情報局第四處上校副處長，任職國防部軍事情報局特種交通中心。1993年元旦，陳虎門以特工人員「樵字輩」化名「陳奕樵」晉升陸軍少將，八年後從國防部軍事情報局退伍。陳虎門退休後在泰國曼谷與台灣台北兩地經營餐廳。2015年退出中國國民黨，加入民國黨，並參選2016年中華民國立法委員選舉民國黨不分區立委第三名。